# نیروی دریایی السالوادور
نیروی دریایی السالوادور (به اسپانیایی: Fuerza Naval de El Salvador) یک نیروی دریایی در نیروهای مسلح السالوادور است که در ۱۲ اکتبر ۱۹۵۱ تاسیس شد.

این نیروی دریایی از گارد ساحلی السالوادور ساخته شده است که در درجه اول از قایق‌های گشت‌زنی تشکیل شده است که وظیفه گشت‌زنی ساحلی و حفاظت از شیلات را بر عهده دارند. ناوگان فعلی از سه شناور گشتی که در ابتدا در ایالات متحده ساخته شده‌اند برای استفاده به عنوان قایق‌های خدمه میدان نفتی ساخته شده است. شناورهای گشتی جدید از شیلی سفارش داده شده است تا شناورهای فعلی و کهنه را جایگزین یا مکمل کنند.